# Hans Michel (Grafiker)

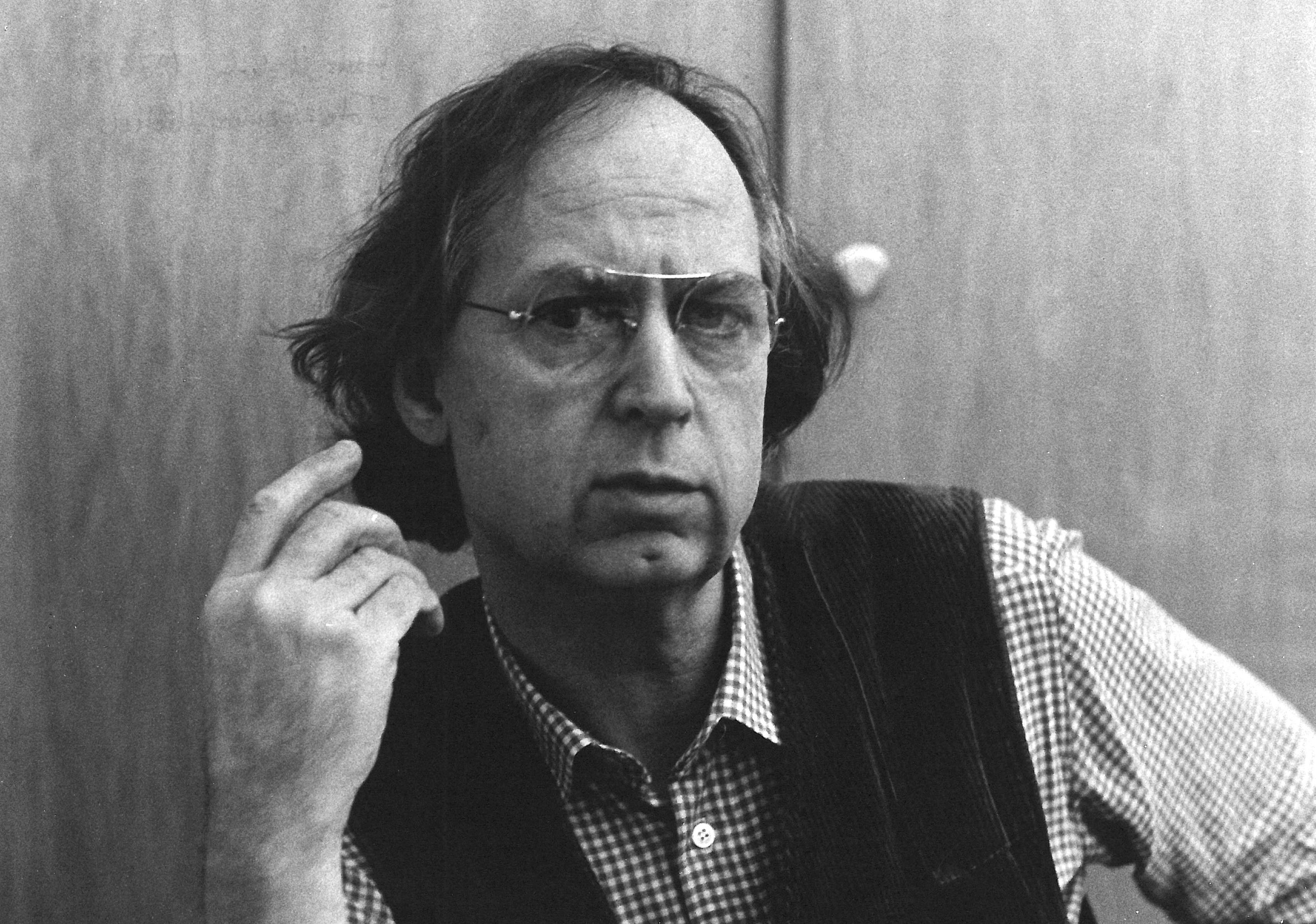
Hans Michel, 1976

Hans Michel (* 14. August 1920 in Weimar; † 7. Juni 1996 in Hamburg) war ein deutscher Grafiker und Grafikdesigner, bekannt für seine Plakatkunst.

## Leben und Herkunft
Hans Michel wurde als Sohn des Künstlerehepaares Ella Bergmann-Michel (1895–1971) und Robert Michel (1897–1983) geboren. Beide zählen zu den Konstruktivisten und gelten als Pioniere der Bildcollage. Hans Michel wuchs in Eppstein-Vockenhausen im Taunus auf, wo seine Eltern in den frühen 1920er Jahren in der familieneigenen Mühle „die Schmelz“ ihre Ateliers eingerichtet hatten. Gleichzeitig war die Schmelzmühle Eppstein Treffpunkt eines großen Freundeskreises von Künstlern, zu denen unter anderen Kurt Schwitters, Willi Baumeister, László Moholy-Nagy, Jan Tschichold, Hans Richter, El Lissitzky, Joris Ivens, Dziga Vertov zählten. In Vorbereitung auf ein Ingenieurstudium begann Hans Michel 1937 eine Schlosserlehre, die 1939 durch den Kriegsdienst abgebrochen wurde. Am Ende des Krieges geriet er in amerikanische Kriegsgefangenschaft. 1947 begann er ein Studium an der Werkkunstschule Offenbach am Main in den Bereichen Wandmalerei, Lithografie und Gebrauchsgrafik. Noch während des Studiums arbeitete er als selbstständiger Grafiker in Offenbach in einer Ateliergemeinschaft mit Günther Kieser.
1963 wurde Hans Michel als Professor für Gebrauchsgrafik an die Hochschule für bildende Künste Hamburg berufen. 1971 heiratete er die Künstlerin Sünke Michel. 1971 wurde Sohn Philipp Michel geboren. Hans Michel starb am 7. Juni 1996 in Hamburg.

## Ateliergemeinschaft Michel+Kieser

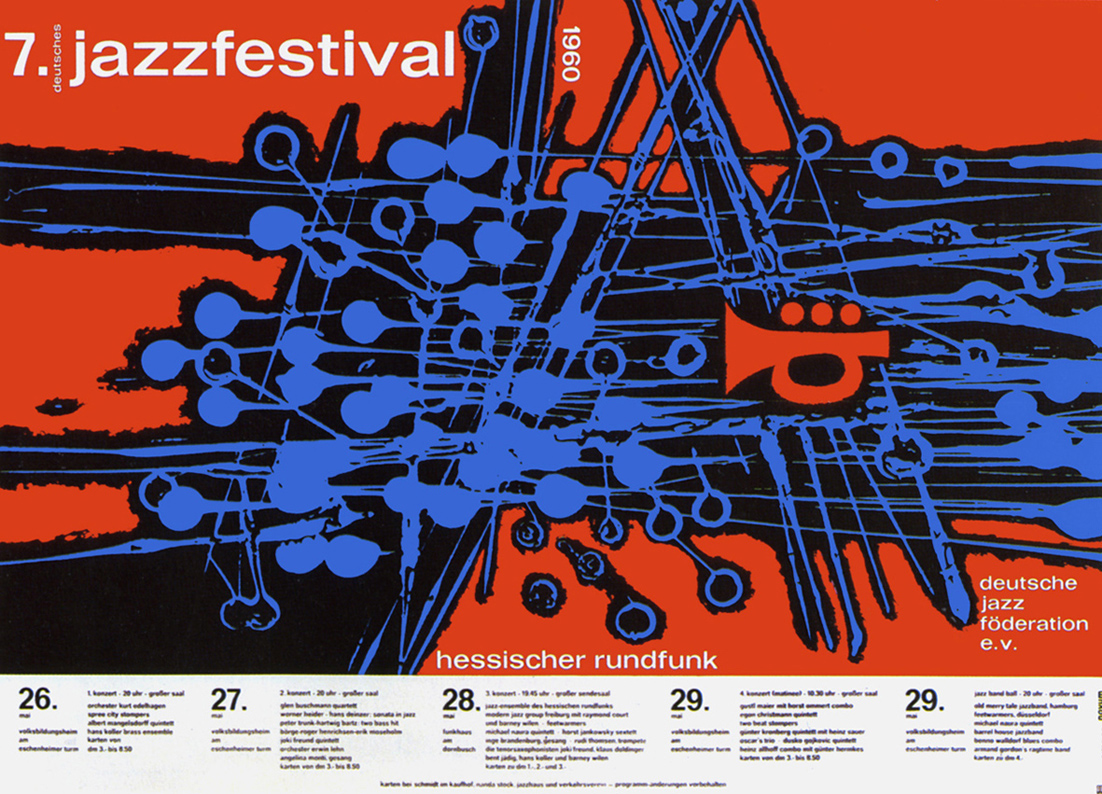
Plakat zum 7. deutschen Jazzfestival 1960

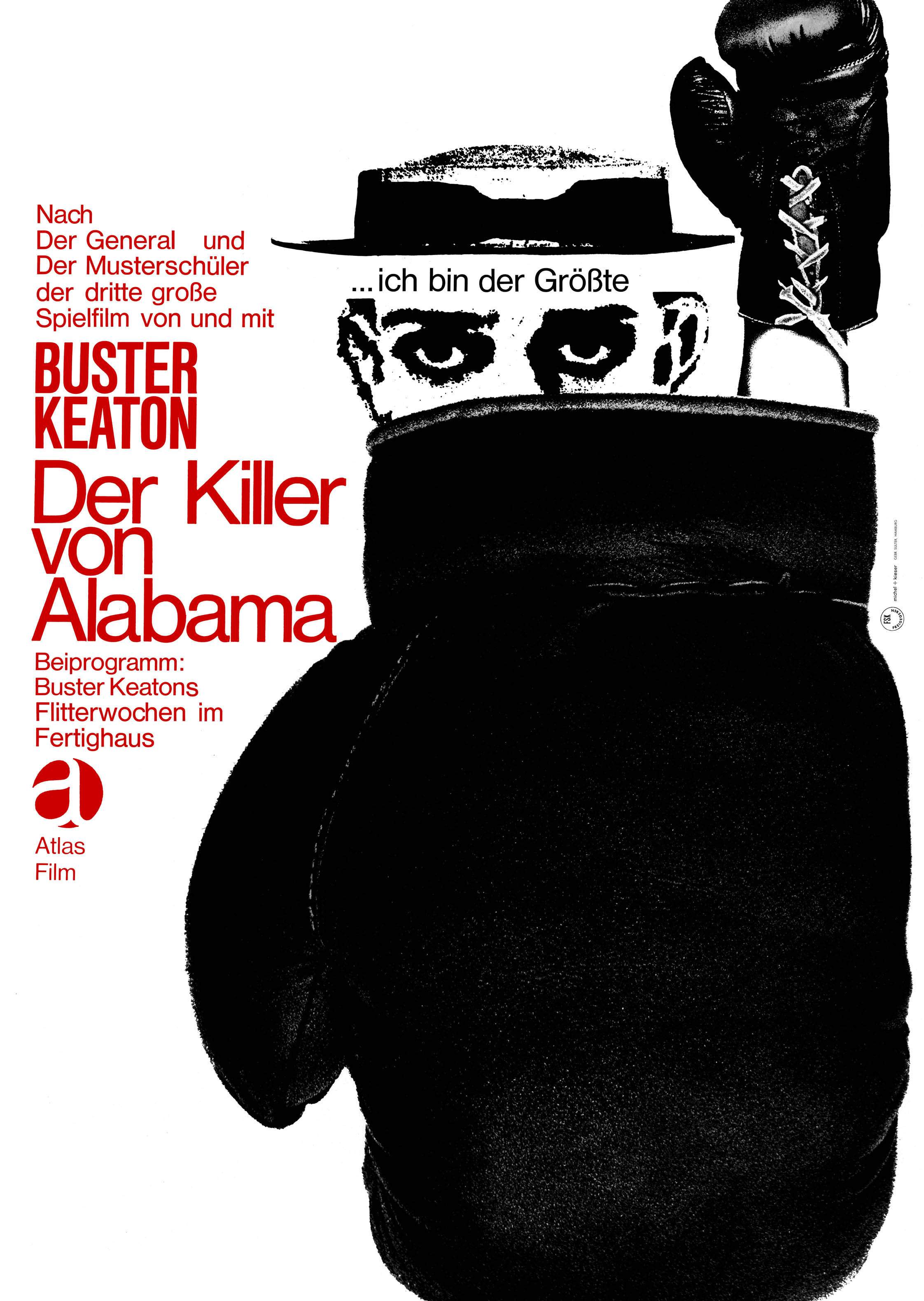
Filmplakat "Der Killer von Alabama", 1964

Mit dem Studienkommilitonen Günther Kieser (1930–2023) gründete Hans Michel eine Ateliergemeinschaft in Offenbach/Main (1953–1964). Hans Michel und Günther Kieser haben sich gegenseitig beraten, jedoch eigenständig gearbeitet. Sie zeichneten ihre Arbeiten mit „Michel+Kieser“. Dennoch können die meisten der Arbeiten eindeutig Hans Michel bzw. Günther Kieser zugewiesen werden. Ihr grafisches Werk umfasst u. a. Plakate, Broschüren, Bücher, Programmhefte, Schallplattenhüllen, Briefmarken, Anzeigen, Signets und Ausstellungsgestaltung. Sie arbeiteten für den Hessischen Rundfunk, die Deutsche Bundespost, die Stadt Frankfurt, die Konzertagentur Lippmann+Rau, für Atlas-Film, die Neue FilmKunst, die Expo in Frankfurt a. M. und andere. Sie entwarfen Erscheinungsbilder für Theater, Konzerte, Film, Rundfunk, städtische Einrichtungen, Messen und die pharmazeutische Industrie.
Plakatausstellungen: 1957 Triennale in Mailand; 1958 Photokina Köln (Auszeichnung), 1958 Dublin, 1959 Hilversum, 1959 Baghdad, 1960 Neu-Delhi, 1960 s’Hertogenbosch; „Das beste deutsche Plakat“: 1958 Bamberg, 1959 München, 1960 Bremen; 1964 Documenta III Kassel; 1988/89 Kassel, Frankfurt a. M., Wetzlar, Bensheim, Fulda, Wiesbaden; 2007 Filmmuseum Düsseldorf, 2007/2008 Deutsches Filmmuseum Frankfurt a. M.
Veröffentlichungen: „camera“; „Graphis“; „Gebrauchsgraphik“, „Graphis-Annual“, „Werk und Zeit“, „Der Polygraph“, „Idea“, „Impact“, div. Tageszeitungen u. a.; Katalog „Programm im Plakat“ ; Katalog „FilmKunstGrafik“; Atlas Filmhefte; „Kieler Woche“.

### Hans Michel zugewiesene Arbeiten (Auswahl)
- 1956  Grundform des noch heute gültigen "Posthorns" (ohne Pfeile) im Auftrag der Deutschen Bundespost.
- Etwa ein Jahr später: das Logo für die "Öffentlichen Fernsprecher".
- 1961/62  Briefmarkenserie „Bedeutende Deutsche“ (16 Werte) für die Deutsche Bundespost.
- 1960 Gestaltung der Bücher „movens“[10]  und „Frankfurt und sein Theater“[11]
- 1963 Gestaltung des Fotobandes „Großstadt“[12] (für die Fotografin und Freundin Abisag Tüllmann).

Briefmarkenentwürfe

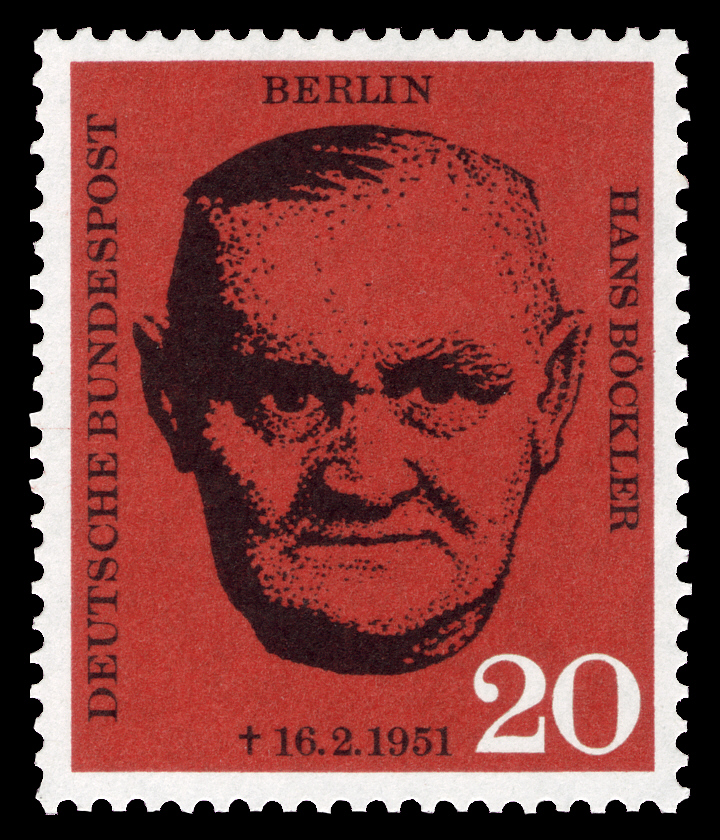
Briefmarke der Deutschen Bundespost Berlin (1961)
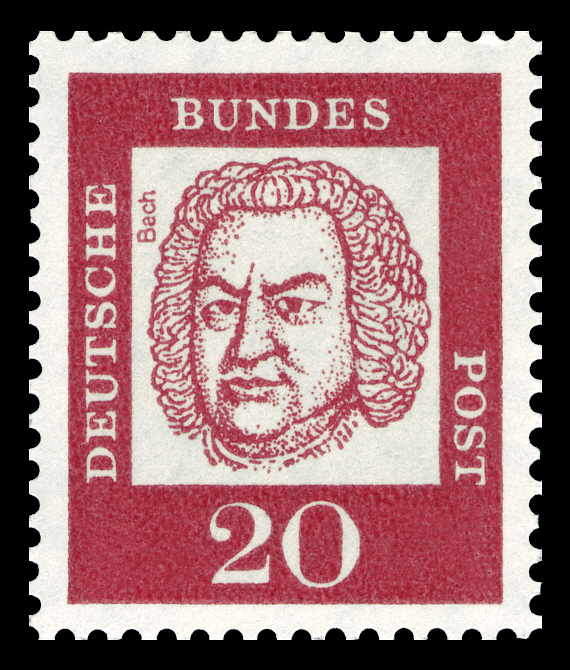
Briefmarke der Deutschen Bundespost (1961) aus der Serie Bedeutende Deutsche
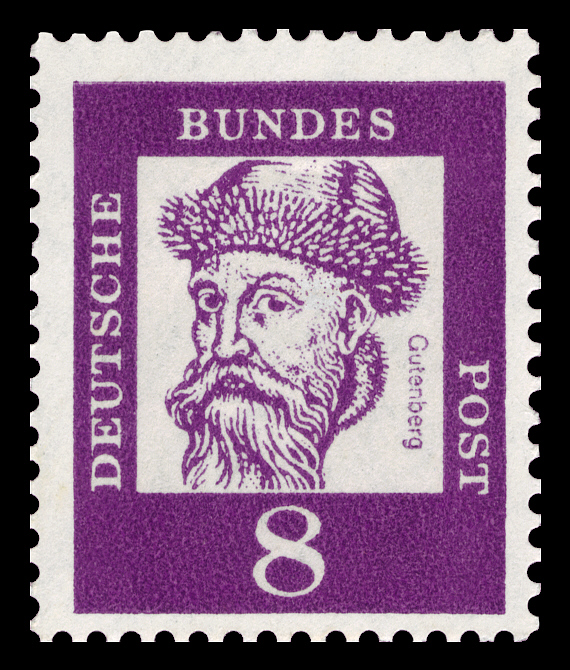
Briefmarke der Deutschen Bundespost (1961) aus der Serie Bedeutende Deutsche
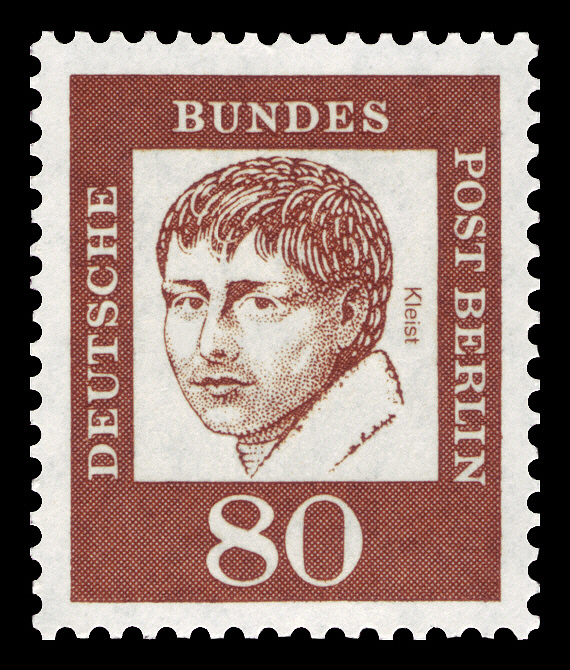
Briefmarke der Deutschen Bundespost Berlin (1961) aus der Serie Bedeutende Deutsche
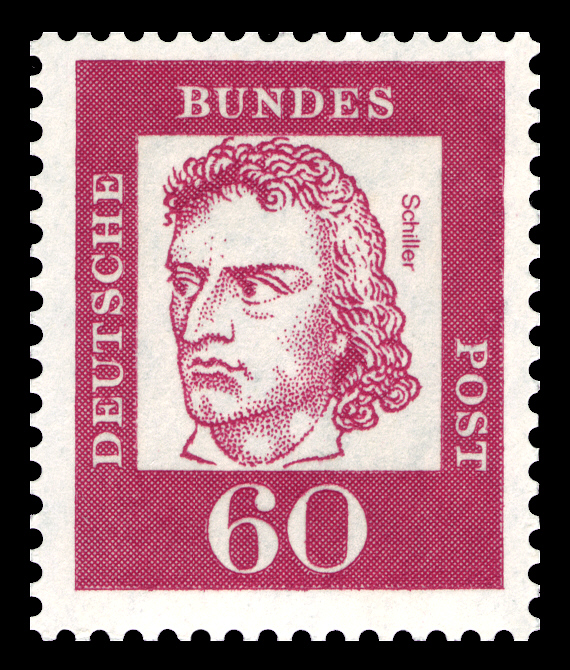
Briefmarke der Deutschen Bundespost (1962) aus der Serie Bedeutende Deutsche

## Gruppe „novum“
1958 gründete sich die später einflussreiche Gruppe „novum“, eine Gesellschaft für „neue Grafik mbH“. Gründungsmitglieder waren: Karl Oskar Blase, Dorothea Fischer-Nosbisch, Fritz Fischer, Hans Hillmann, Günther Kieser, Helmut Lortz, Hans Michel, Erika Müller und Wolfgang Schmidt. 1960 stellte die Gruppe „novum“ ihre Arbeiten im Landesmuseum Darmstadt und 1962 im Kasseler Kunstverein aus. 1961 gestalteten Hans Michel und Günther Kieser gemeinsam mit novum-Mitgliedern die deutsche Abteilung zum Thema „Berufsausbildung in der BRD“ für die Weltausstellung in Turin.

## Professur in Hamburg

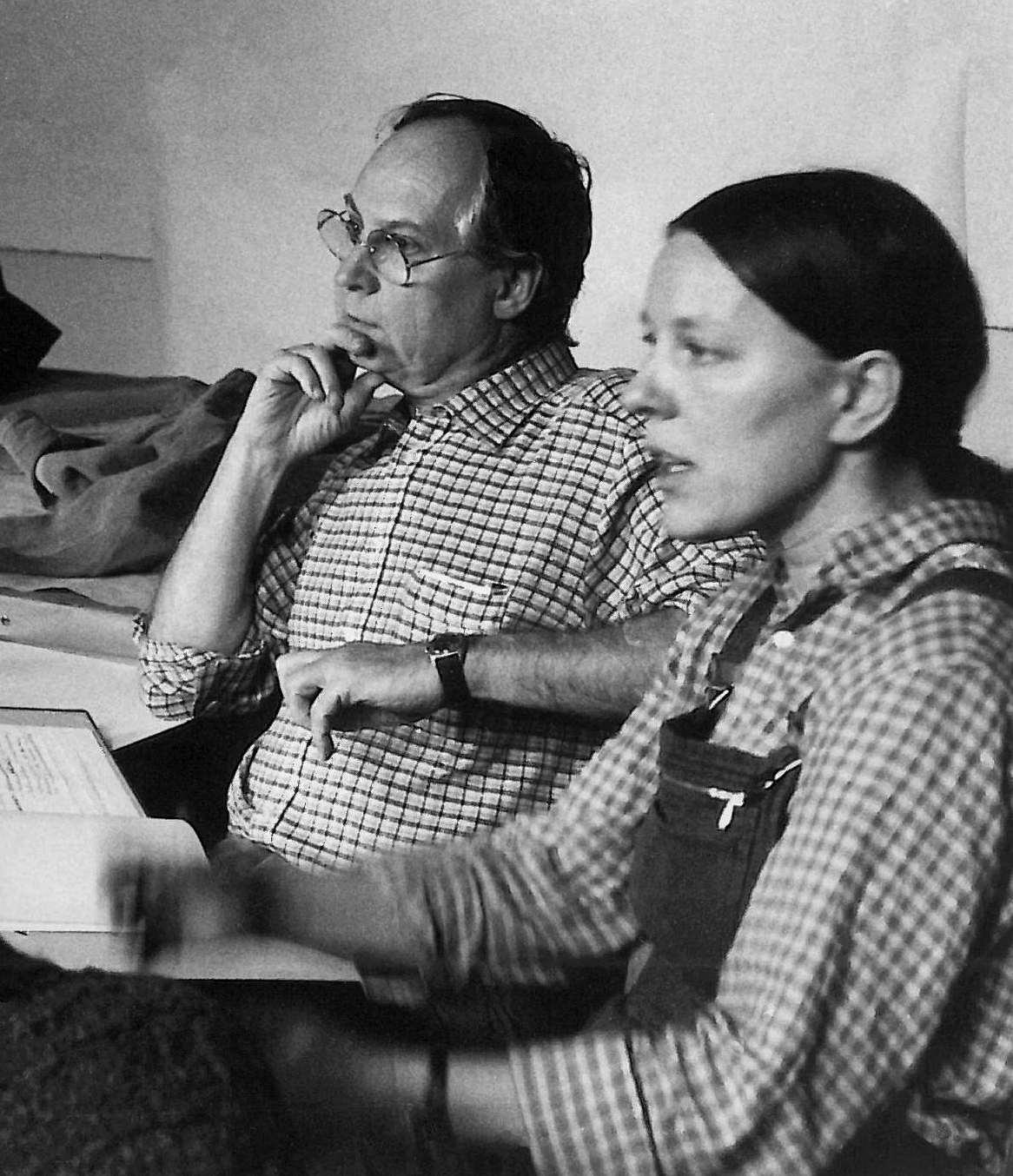
Sünke und Hans Michel, Seminar Hochschule für bildende Künste Hamburg, Mitte der 1970er-Jahre

1963 wurde Hans Michel Professor für Gebrauchsgraphik an der Hochschule für bildende Künste in Hamburg (Veröffentlichung von Studentenarbeiten). Zusammen mit Kurd Alsleben, Hans Andree, Kilian Breier, Mathias Lehnhardt und Gerd Roscher gründete er Anfang der 1970er-Jahre den „Fachbereich Visuelle Kommunikation“, um ein fächerübergreifendes Projektstudium im Medienverbund einzurichten.
Studienprojekte (zusammen mit Hans Andree, 1966–1974 Assistent): u. a. 1968 das „Bauzaunprojekt am Jungfernstieg“, 1969 die Entwicklung von Erscheinungsbildern für die „Hamburger Bautage“, 1970 das Projekt „Numerus Clausus“. 1970 erhielten die Studenten das Lichtwark-Stipendium (Lichtwark-Preis). 1972  Gestaltung der Ausstellung „Olympiade 72“ im Museum für Kunst und Gewerbe Hamburg in Zusammenarbeit mit Herbert Hoffmann.
Weitere Studienprojekte: 1979 Wandzeitung und Buch „Bürgerinitiative zur Erhaltung der Frauenklinik Finkenau“, 1982 zehn Plakate für die „Ärzte gegen den Atomkrieg“, 1983 „Friedenskalender“. Weitere Projekte: siehe Materialverlag der HfbK, Katalog.

## Ateliergemeinschaft Sünke+Michel

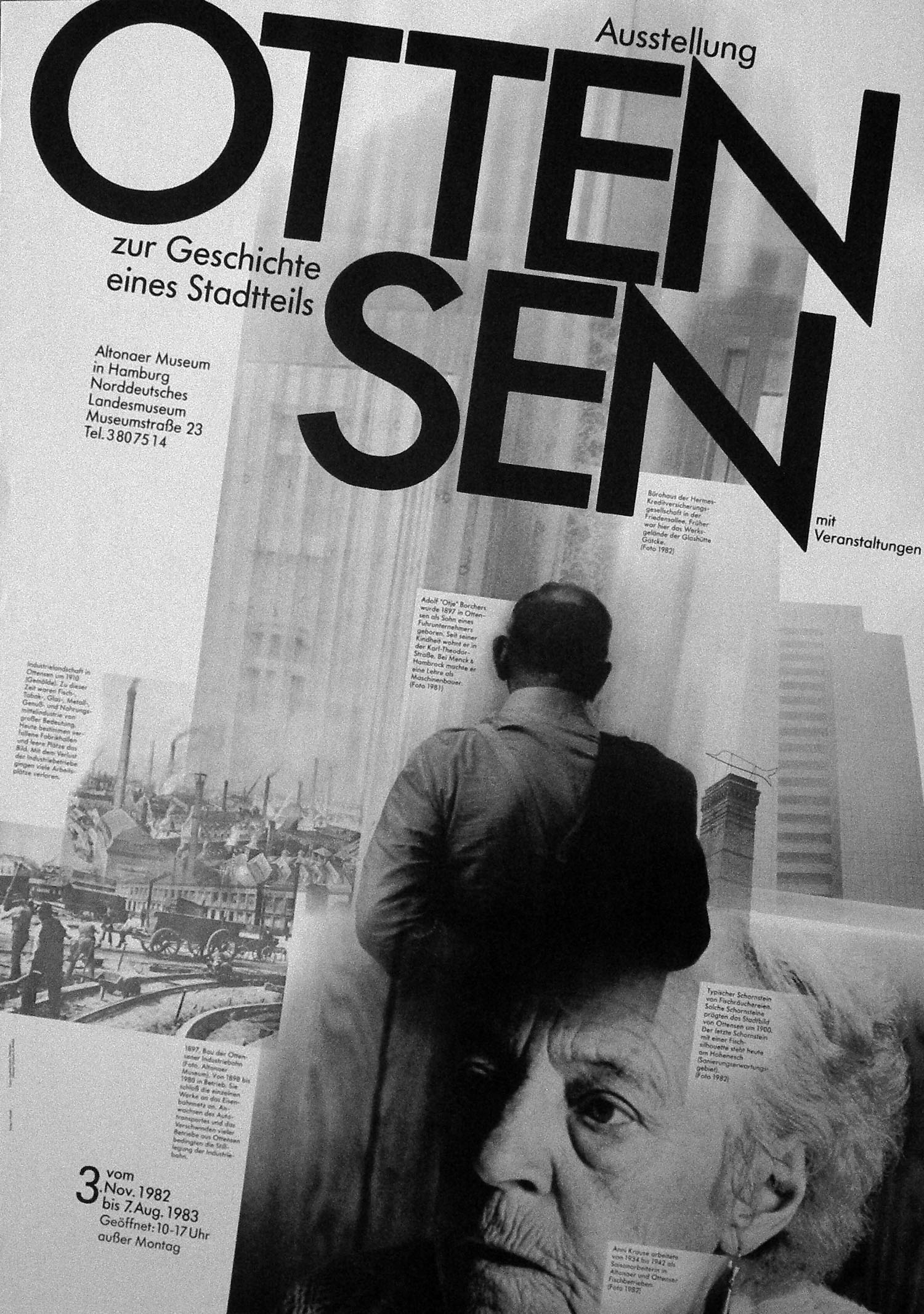
Ausstellungsplakat "Ottensen. Zur Geschichte eines Stadtteils", 1982

Seit 1970 arbeitete Hans Michel zusammen mit Sünke Michel (Künstlerin *1942) in einer Ateliergemeinschaft (sie zeichneten ihre Arbeiten mit Sünke+Michel). U. a. entstanden Plakate für das Kommunale Kino und das Museum der Arbeit Hamburg, das Stadttheater Lüneburg, das Stadtteilarchiv Ottensen, die Karl-Schneider-Ausstellung im Museum für Kunst und Gewerbe und „Kinderarbeit ist verboten“ für die Arbeitsschutz-Ausstellung in Dortmund (DASA).
Weitere Projekte: u. a. 1978 Beitrag zum pädagogischen Konzept „Wir suchen nach Wegen“, 1980 Ausstellungstafeln und Mappe im Rahmen des „Dulsberg-Projekts“: „Von sozialistischer Hoffnung zur Kleinbürgerwelt“ (in Zusammenarbeit mit Goerd Peschken, Eberhard Pook und Dieter Mielke),  1981 Buch und Ton-Dia-Schau: „Konkurs der Schiffsschraubenfabrik Theodor Zeise“ (zusammen mit dem Fotografen Dieter Mielke), 1979/80/81 künstlerische Aktionen im städtischen Raum zur Unterstützung von Gewerkschaften, Künstler für den Frieden, Bürgerinitiativen und Demonstrationen u. a. mit hintereinander gekoppelten Drachen als Schriftträger.
Veröffentlichungen: „projekt“ Heft 1 von 1990.

## Sammlungsbestände
Plakate von Michel+Kieser und Sünke+Michel befinden sich in den Sammlungen und Museen: 
- Muzeum Plakatu w Wilanowie, Warschau
- Museum für Gestaltung, Zürich[24]
- Deutsches Plakat Museum, Essen
- Werkbundarchiv, Berlin
- Kunstbibliothek, Staatliche Museen zu Berlin – Preußischer Kulturbesitz, Berlin
- Germanisches Nationalmuseum, Nürnberg
- Museum für Kunst und Gewerbe, Hamburg
- Sprengel Museum, Hannover
- Museum der Arbeit, Hamburg
- Stedelijk Museum, Amsterdam